# Cuisy-en-Almont
Cuisy-en-Almont är en kommun i departementet Aisne i regionen Hauts-de-France i norra Frankrike. Kommunen ligger  i kantonen Vic-sur-Aisne som ligger i arrondissementet Soissons. År 2022 hade Cuisy-en-Almont 358 invånare.

## Befolkningsutveckling
Antalet invånare i kommunen Cuisy-en-Almont
Referens: INSEE